# SJ B (I)
Die SJ B (I) waren die ersten Strecken-Dampflokomotiven der schwedischen Staatsbahnen mit der Achsfolge 1'B n2.

## Geschichte
Die ersten sechs Lokomotiven dieser Bauart für den Streckendienst wurden 1856 von  Beyer, Peacock & Co. in Manchester, England bezogen. Die Maschinen hatten außenliegende Zylinder und einen Treibraddurchmesser von 1684 mm. Die Bauart und der Treibraddurchmesser erwiesen sich im Vergleich zu anderen Lokbaureihen aus dieser Zeit als gelungen, so dass viele andere Eisenbahngesellschaften derartige Lokomotiven beschafften.
Die ersten sechs Lokomotiven wurden für den Einsatz auf der Södra Stambana nach Malmö und der Västra Stambana nach Göteborg aufgeteilt. Die Lokomotiven hatten bei der Lieferung kein Führerhaus, später wurde ein einfaches Führerhaus aus Holz hinzugefügt.
Durch den guten Erfolg im Fahrdienst wurden weitere Lokomotiven bestellt. Insgesamt wurden 45 Lokomotiven des Typs B (I) gebaut. 23 von ihnen lieferte Beyer, Peacock & Co. aus England, fünf Nyköpings Mekaniska Verkstad in Nyköping, neun Nydqvist och Holm in Trollhättan und acht Motala Verkstad in Motala.

## Nummerierung
Unabhängig von Hersteller und Baujahr wurden alle Lokomotiven mit einem Namen bezeichnet. Entsprechend der Zuteilung zum Einsatz auf der Södra Stambana und der Västra Stambana erhielten sie laufende Nummern, die mit der Abkürzung SSB oder WSB begannen.
Ein Nummernplan, der 1864 erstellt wurde, führt die WSB 1 bis 32 parallel dazu als B 1 bis B 32 mit den gleichen Ursprungsnummern auf, SSB 41 bis 46 wurden als B 41 bis B 46 sowie SSB 11 bis 15 als B 51 bis B 55 als bezeichnet. Diese mit B beginnenden Nummern bezeichneten noch keine Baureihe, jede einzelne Lokomotive wurde zu damaliger Zeit als "eigene Baureihe" geführt. Dazu kamen später B 94 bis B 98 (Nydqvist och Holm, 1868) und B 119 bis B 122 (Nydqvist och Holm, 1872).
1876 wurden alle Lokomotiven als Baureihe B bezeichnet.

## SJ Ba, SJ Bb, SJ Bb1, SJ Bb2
Zwischen 1882 und 1889 wurde 19 Lokomotiven mit neuen Kesseln ausgestattet und erhielten 1886 die neue Baureihenbezeichnung Bb.
Die Lokomotiven mit den alten Kesseln wurden ab 1886 in die Baureihe Ba einsortiert. Da sich der Kesseltausch mit dem Termin der Neusortierung überschnitt, wurden bereits in die Baureihe Ba einsortierte Lokomotiven in Bb umgebaut.
Die 19 Lokomotiven der Reihe Bb wurden 1890 erneut aufgeteilt. Ab diesem Zeitpunkt gab es 17 Bb1 und zwei der Baureihe Bb2.

## Ausmusterung
Die Baureihe B wurde bald zu schwach für die schwereren Züge und so wurden die Lokomotiven bis 1909 alle abgestellt. Die letzte Lok war die Bb1 8, die 1909 in Örebro verschrottet wurde.
Die Ausmusterungen begannen schon viel früher, die erste Ba, die Ba 6 wurde bereits 1886 aus dem Dienst genommen. Die beiden Bb2 verschwanden 1903 und 1905, die ersten Bb1 wurden schon 1895 abgestellt.

## KNJ Nr. 3
Eine Lok wurde 1902 an die Krylbo–Norbergs Järnväg verkauft und erhielt dort die Nr. 3. Sie lief dort bis 1913 und wurde verschrottet.

## Museumslok
Die Lok Bb1 43 Prins August, die 1856 gebaute ehemalige SSB 3, wurde 1906 für ein später zu errichtendes Eisenbahnmuseum aufbewahrt und in den ursprünglichen Zustand zurückversetzt. Sie gehört heute zum Bestand des Schwedischen Eisenbahnmuseums in Gävle.